# Oğuzhan Özyakup
Oğuzhan Özyakup (Zaandam, Països Baixos, 23 de setembre de 1992) és un futbolista professional turc que juga com a migcampista al Beşiktas a la Superlliga de Turquia i per la selecció de futbol de Turquia.

## Carrera
El 28 d'agost de 2011, Özyakup va ser alineat com a substitut per al partit de la Premier League contra el Manchester United FC en la qual l'Arsenal FC va sofrir una forta derrota 8-2. Ell va estar en la banqueta durant la tornada dels vuitens de final de la Lliga de Campions de la UEFA davant el Milan, que l'Arsenal va guanyar 3-0, però van ser derrotats per 4-3 en el global.

## Clubs
| Club       | País       | Temporada   |
| ---------- | ---------- | ----------- |
| Arsenal FC | Anglaterra | 2011 - 2012 |
| Beşiktas   | Turquia    | 2012 - Act. |